# Vanessa Redgrave
Vanessa Redgrave DBE, född 30 januari 1937 i Greenwich i London, är en brittisk skådespelare. Redgrave är bland annat känd för sina roller i filmer som En man för alla tider (1966), Blow-up – förstoringen (1966), Morgan – hur galen som helst (1966), Camelot (1967), Isadora (1968), Maria Stuart – drottning av Skottland (1971), Djävlarna (1971), Mordet på Orientexpressen (1974), Julia (1977),Bear Island(1979) En kvinnas röst (1984), Prick Up Your Ears (1987), Howards End (1992), Mission: Impossible (1996), Försoning (2007), Coriolanus (2011) och The Butler (2013).

## Biografi
Redgrave är dotter till de kända skådespelarna Michael Redgrave och Rachel Kempson. Hon är syster till skådespelarna Lynn Redgrave och Corin Redgrave och mor till skådespelarna Natasha Richardson och Joely Richardson (tillsammans med brittiska teaterregissören Tony Richardson), och till Carlo Nero. Vidare är hon faster till Jemma Redgrave.
Bland några av Redgraves mest uppmärksammade och kritikerrosade rolltolkningar på film märks bland annat titelrollen i Isadora (1968), hennes Oscarvinnande biroll i Julia (1977), Blanche Hudson i nyinspelningen av What Ever Happened to Baby Jane? (1991), den ryska änkekejsarinnan Elizabeth i Den unga kejsarinnan mot Julia Ormond (1991), Ruth Wilcox i Merchant/Ivorys Howards End (1992), huvudrollen i Mrs Dalloway (1997) och som Clementine Churchill i tv-dramat om Winston Churchills väg till makten; The Gathering Storm mot Albert Finney (2002).
Vanessa Redgrave talar italienska flytande och är sedan 2006 gift med den italienske skådespelaren Franco Nero (Redgraves partner sedan 1967; 1969 fick de sonen Carlo Nero).
Redgrave är även känd för sitt starka politiska engagemang i hemlandet England, bland annat som aktiv medlem i trotskistiska Worker's Revolutionary Party och för sitt stöd för Palestina och hennes kampanj i England för ett frisläppande av fångarna på Guantánamobasen. Hon skapade stor uppståndelse och upprördhet i USA då hon vid Oscarsgalan 1977 – då hon mottog en Oscar för bästa kvinnliga biroll – starkt kritiserade Israel under sitt tacktal.
Hon tilldelades 1968 brittiska imperieorden (Order of the British Empire) av kommendörsgraden (CBE).
År 2017 tilldelades hon Stockholm Lifetime Achievement Award på Stockholms filmfestival. På festivalen visades också Vanessa Redgraves regidebut Sea of Sorrow, en dokumentärfilm om barnflyktingar i spåren av den europeiska migrantkrisen.

## Filmografi i urval
- 1966 – Farväl till vapnen (TV-serie)
- 1966 – En man för alla tider
- 1966 – Blow-up – förstoringen
- 1966 – Morgan – hur galen som helst
- 1966 – Camelot
- 1968 – Isadora
- 1968 – Måsen
- 1971 – Maria Stuart – drottning av Skottland
- 1971 – Djävlarna
- 1974 – Mordet på Orientexpressen
- 1976 – Den sju-procentiga lösningen
- 1977 – Julia
- 1979 – Mysteriet Agatha
- 1979 – Yanks
- 1984 – En kvinnas röst
- 1987 – Prick Up Your Ears
- 1991 – Den unga kejsarinnan (TV-film)
- 1992 – Howards End
- 1993 – Andarnas hus
- 1994 – Little Odessa
- 1996 – De överlevande
- 1996 – Mission: Impossible
- 1997 – Fröken Smillas känsla för snö
- 1997 – Wilde
- 1997 – Mrs Dalloway
- 1998 – Deep Impact
- 1999 – Cradle Will Rock
- 1999 – Stulna år
- 2000 – Mitt liv, mitt val 2 (TV-film)
- 2001 – Löftet
- 2002 – The Gathering Storm (TV-film)
- 2005 – Den ryska grevinnan
- 2007 – Försoning
- 2010 – Letters to Juliet
- 2010 – Eva
- 2011 – Anonym
- 2012–2019 – Barnmorskan i East End (TV-serie) berättarröst
- 2013 – The Butler
- 2014 – Foxcatcher
- 2017 – Sea of Sorrow
- TBC – Cold Storage